# 2009年H1N1流感大流行
2009年H1N1流感大流行（英文：2009 H1N1 Pandemic），也称2009年猪流感大流行（2009 swine flu pandemic），是于2009年春季至2010年8月间发生的一场全球性流感大流行。此次大流行是最近一次由甲型H1N1流感病毒引起的流感大流行，第一次是1918年的西班牙流感，第二次是1977年俄国流感。
此次大流行的最早已知病例是2009年3月9日墨西哥韋拉克魯斯市格羅利亞的五歲小孩。17日開始有美國病例，並於4月12日發生小範圍群聚感染。4月15日於美國確診首例病患，疫情開始在美國加利福尼亞州、德克薩斯州多处快速爆發，其後向墨西哥與美國以外的國家输出案例，疫情不斷蔓延。经估计，持续了一年多的疫情导致全球214个国家约7亿到14亿人感染，约150,000到575,000人死亡。其中有明确统计的死亡病例约1.85万人，但世界卫生组织称实际死亡人数「毫无疑问更高」。2013年公布的数据显示，在流感季中，全世界每5人中就有1人感染甲型H1N1流感，但死亡率可能不到0.02% 。2009年5月底，該流感在墨西哥死亡率達2%，但在墨西哥以外死亡率僅0.1%。另据美国CDC估计，截至2010年3月中旬，这场疫情导致5900万美国人染病，26万5千人住院，1万2千人死亡。但從未被稱爲北美流感或者美國流感。
由於未能為所有個案作檢測，所以世界衛生組織把所有病例統稱為疑似流感疾病。而這些病例都有嚴重的疑似流感病徵，甚至肺炎病徵，譬如墨西哥的病例更導致死亡。這個新變種甲型流感病毒基因包括人類流感病毒、豬流感及禽流感。4月底，世界衛生組織和美國疾病控制與預防中心對於新變種，疑似人傳人的風險及在墨西哥的高致命性都表示十分關注。4月25日，世衛總幹事陳馮富珍宣布把這次疫情定位為「國際關注的突發公共衛生事件」，其原因是對於病例中的臨床、流行病學及病毒學報告缺乏認識。 2010年8月10日，世界卫生组织在其紧急咨询委员会15名独立科学家发出建议后，宣布H1N1甲型流感大流行已经结束。

## 病徵
此次甲型H1N1流感的主要病徵有：發燒（高於攝氏37.8度）、肌肉疼痛、咳嗽、喉嚨痛、鼻塞，甚至嘔吐和像痢疾的病徵。

## 传播情况

流感病毒不連續的抗原轉換

### 原因
美國疾病控制及預防中心與世界衛生組織對這次爆發可能演變成全球瘟疫表示十分憂慮，其原因如下：
新變種這個流感病毒是全新品種，所以人類沒有對抗它的疫苗或者有先天性免疫力。
人傳人這個病毒似乎可以人傳人。根據調查，病人沒有直接接觸豬隻。新變種將可能證實為人傳人。但是，最少有另外一個豬流感的變種曾經人傳人而沒有引起社區感染。相反地，例如，上一次在人類爆發的禽流感的傳播差不多可以確認完全是由直接接觸鳥類而感染。
毒性病毒毒性導致墨西哥境內的受害者病情嚴重，甚至死亡。再者，墨西哥境內的豬流感主要攻擊年輕健康的成年人，就像1918年的西班牙流感。大部分其他的變種會在兒童、老人及免疫力低的人士產生嚴重病徵。
地理病毒在眾多地區被發現，顯示控制措施難以施行。病毒的潛伏期導致疫情惡化。
季節性具有高毒性的病毒會更快的殺死宿主，導致病毒無法即時的將自己傳播給其它宿主，導致短期間疫情會有降低的跡象。由於宿主死亡率下降，侥幸存活下来的弱毒性病毒更容易在人群中傳播，反而提供病毒更多的突變機會。此外流感病毒不適合在高溫潮濕的環境中生存，於低溫乾燥的氣候才適合大量繁殖，因此流感多半在春季發生，夏季疫情降低，秋冬交替之際則疫情攀升。
缺乏數據
仍然存在其他未知的因素，譬如傳播速度、模式、現時對抗流感措施的成效。新變種的不可預測導致評估難以進行。

### 流感大流行警戒级别
根据世界衛生組織规定，流感大流行警戒共有六大级别。
2009年4月27日，世界衛生組織總幹事陳馮富珍博士發表聲明，將警戒由第三級提升為第四級；同年4月29日，世界衛生組織將流感大流行警戒提升為第五級，情況罕見。6月11日，正式將警戒級別提升至最高的第六級，是自1968年（香港流感 － H3N2）後，41年的第一次。世界衛生組織表示，將流行病警戒級別提升至第六級不代表病毒毒性有所增強，而只是反映出全球各地的感染情況（第六級 － 全球有至少兩個地區或國家出現持續的社區感染：社區爆發）。另外，世衛又表示，會將第六級分為A（輕微）、B（一般）、C（嚴重）三級，每個國家和地區會得到不同的分級。

## 研究

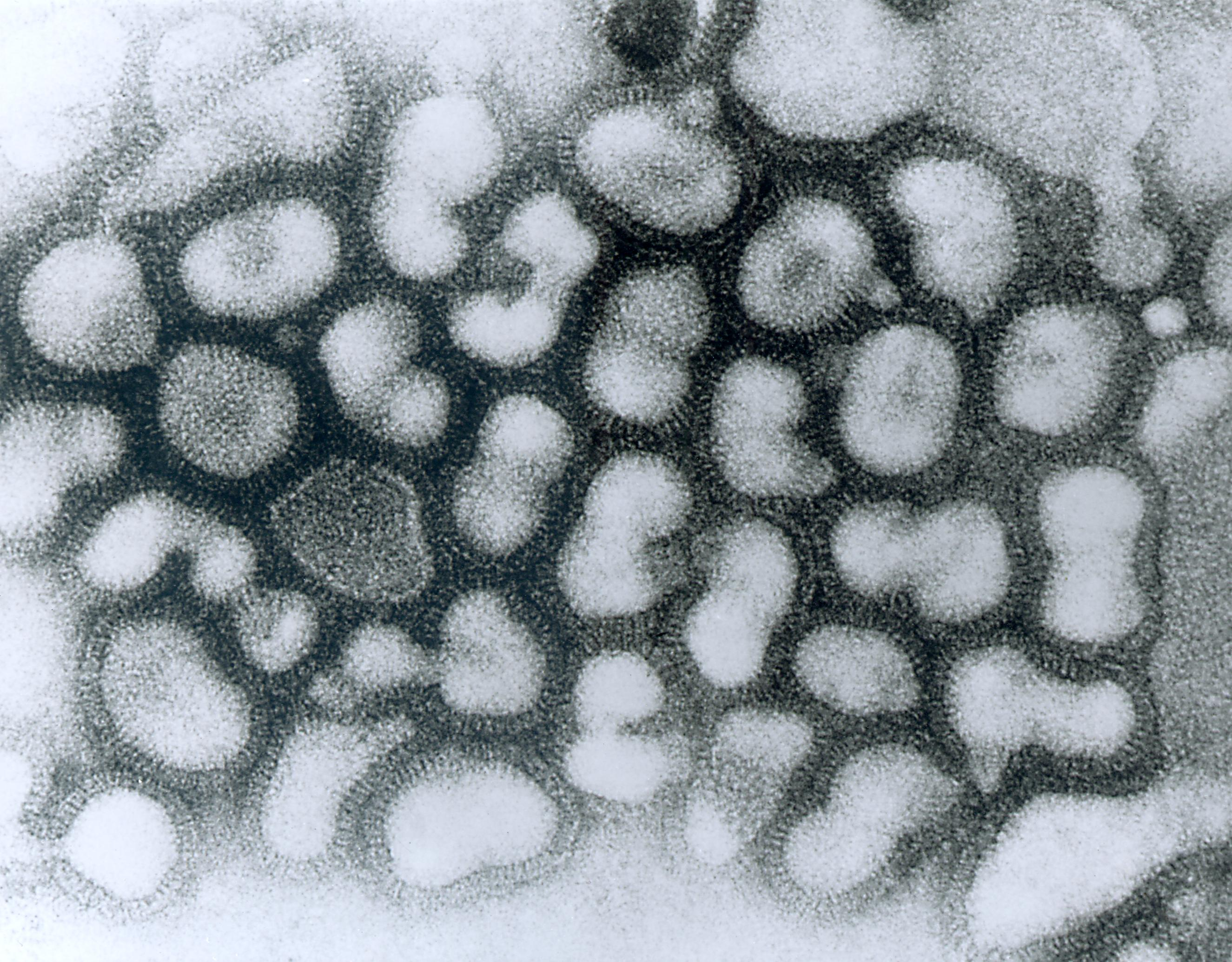
電子顯微鏡下的甲型流感病毒

美國疾病控制與預防中心國家免疫和呼吸系統疾病中心的主席安·舒查特（Anne Schuchat）博士表示，加州及德州已有7人確診感染這種奇異而罕見的甲型H1N1流感。根據這些病例的基因排序，甲型豬流感病毒由四種不同的流感病毒不尋常地所組成，分別是北美豬流感病毒、北美禽流感病毒、人類甲型流感H1N1亞型病毒和常見於亞洲歐洲的豬流感病毒。其中兩個病例的基因排序已經完成。現在已經交由美國科學家準備研究疫苗。博士表示這種變種流感病毒對金剛烷胺（amantadine）和金剛乙胺（rimantadine）呈現抗藥性，而奧司他韋（Oseltamivir）和扎那米韋（Zanamivir）對這種變種流感病毒仍然有效。暫時顯示的基因特徵是血球凝集素基因（HA）與1999年美國豬流感相似，但神經氨酸酶（NA）和基質蛋白（M）基因卻像從歐洲各種豬流感組合出的新品種。病毒外表的基因從來未曾在人類和豬之間出現傳染，但美國沒有預警系統來報告什麼病毒在豬之間傳染。季節性的H1N1流行性感冒疫苗不大可能為人類提供保護。

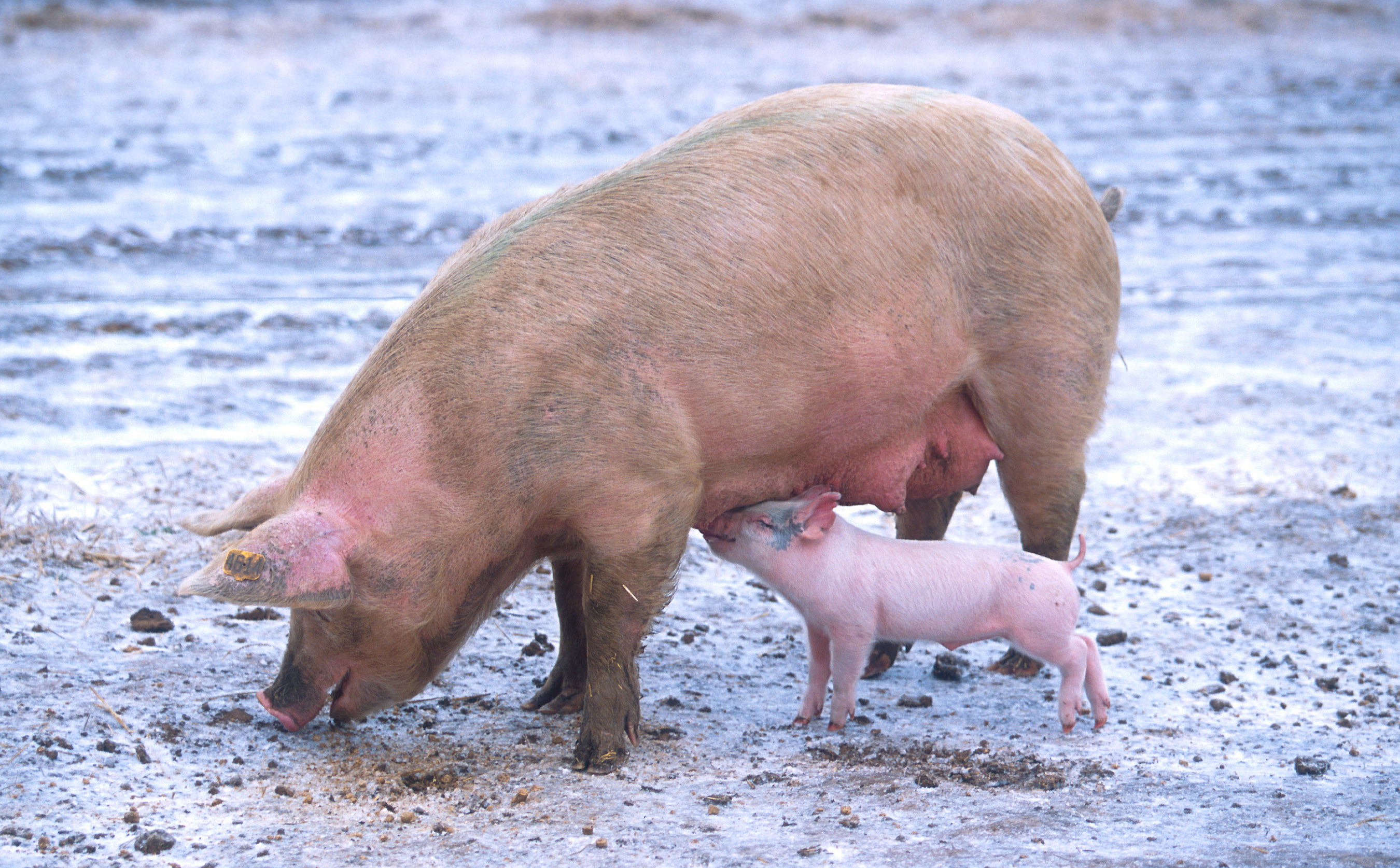
豬與人類都可以是流感的宿主，當適應其他物種時，讓病毒通過交換基因來產生新的全國流行病毒株。

美國疾病控制與預防中心並不完全明白為什麼發生在美國的病例，一般都病情輕微，而墨西哥的則是十分致命。但是，對於以前全國流行病毒株的研究推斷不同國家的致命率差異很大，致命病例都集中在發展中國家。病毒間的差異或者共同感染都可能是原因。在14個從墨西哥獲得的樣本中，經過檢測後，發現其中7個與美國的變種吻合。看來病毒經過多次感染循環，而在德州與加州的患者間沒有已知的關連。要防止病毒擴散似乎不大可能。美國領事報告美國疾控中心的調查小組會在25日抵達墨西哥城與墨西哥方面合作研究病毒。
27日，美國疾控中心署理主席貝瑟博士（Dr. Richard Besser）表示在40宗確診病例中只有一個感染人士住院。他亦發現感染人士年齡最少7歲，最大54歲，中位數是16歲。 直至4月29日，美國共有91確診病例，其中5位在醫院接受治療，還有一位死亡。
其實，大部分流感對長者與幼兒影響最大，這個新病毒卻導致年齡25歲至50歲的患者死亡。但是，科学家对于哪个年龄组会受到影响还不能确定。
2013年的一个研究发现，华人普遍具有的RS12252-C基因，会使华人更容易感染H1N1流感 。

## 各國疫情及反應
甲型H1N1流感現時除了在墨西哥、美國、加拿大境內廣泛傳播外，至少一百個國家或地區出現了確診個案。多個國家和地区建議國民避免前往疫情嚴重的地區。包括澳洲、中国大陆、香港、冰島、印度、印尼、馬來西亞、菲律賓、新加坡、台湾、南韓及泰國等多方已啟動機制檢查來自疫區，有呼吸道感染癥狀的旅客。多個國家和地区亦發出警告呼籲來自疫區的旅客如有呼吸道感染癥狀需立即求醫。 
另外，雖然沒有證據顯示病毒可經由豬肉傳播，而且甲型流感於高溫下並不能生存。部分國家仍然禁止來自疫區的豬肉製品進口以防病毒傳播。除此之外，埃及更宣佈即時撲殺全國二十五萬的豬隻。該國此舉被國際組織指不符科學邏輯。
墨西哥全國所有學校、大學及公眾活動由2009年4月24日起直至5月6日關閉或停止。
由4月27日起，美國部分學校因校內發現確診個案而關閉。
5月18日起，日本大阪府及兵庫縣境內超過四千所學校、幼稚園及托兒所停課一週。
6月12日，香港小學，幼稚園，幼兒中心和特殊學校提前放暑假。 
在下面的圖中，請按洲份名稱以了解當地的疫情。

## 预防
H1N1疫苗最初在美国供不应求，疾病预防控制中心建议初始剂量应用于孕妇、照顾半岁以下的婴儿的人、半岁至四岁的儿童和医护工作者。英国国民保健服务建议，疫苗应优先供给有患上季节性流感临床风险的半岁以上人群、免疫力差的家庭。
尽管最初有人认为需注射两剂疫苗才能见效，但临床试验表明新型疫苗“仅需一剂就能保护成年人，而非两剂”，因此一旦被预言，就会给每人限量供应两剂疫苗。尽管大多数流感症状轻微，持续数天就会自愈，但世界各地的卫生官员还是担心新病毒容易变异，变得更致命。官员们呼吁社区、企业及个人制定为学校关闭、多位员工因病缺勤、医院病患汹涌及其他疫情大规模爆发的可能影响，制定应急计划。
2010年2月，疾病预防控制中心免疫实践咨询委员会，投票表决向超过半岁的人群发放万能流感疫苗通过。2010年-2011年的疫苗将有效防止2009年H1N1流感病毒和两个其他流感病毒。

### 公共卫生应对措施
2009年4月27日，欧盟卫生专员建议欧洲人推迟前往美国或墨西哥的非必要出行。随后，西班牙发现第一宗确诊病例。2009年5月26日，加拿大公共卫生署宣布国家微生物学实验室（NML）首次绘制出猪流感病毒的基因代码。英国国民保健服务推出“全国流感大流行服务网”，让患者自我评估以获得抗病毒治疗授权号。该系统预计能减少全科医生的负担。
美国官员指出6年来对H5N1禽流感病毒的关切，为应对当前甲型H1N1流感疫情做足准备，并指出H5N1病毒出现在亚洲后，多年来最终造成数百人中的60%受感染，许多国家已采取措施，尽量避免类似危机进一步蔓延。CDC和其他美国政府机构利用美国夏季的平静，应对流感，试图早于秋季流感高发期，修补公共卫生安全网的任何漏洞 。准备工作包括计划第二批除了季节性流感的疫苗注射计划，协调联邦、州和地方政府间的私营医疗服务提供者。2009年10月24日，美国总统贝拉克·奥巴马宣布全国进入猪流感应急状态，给予美国卫生及公共服务部部长凯瑟琳·西贝利厄斯要求医院遵循联邦规定的豁免权。

### 疫苗

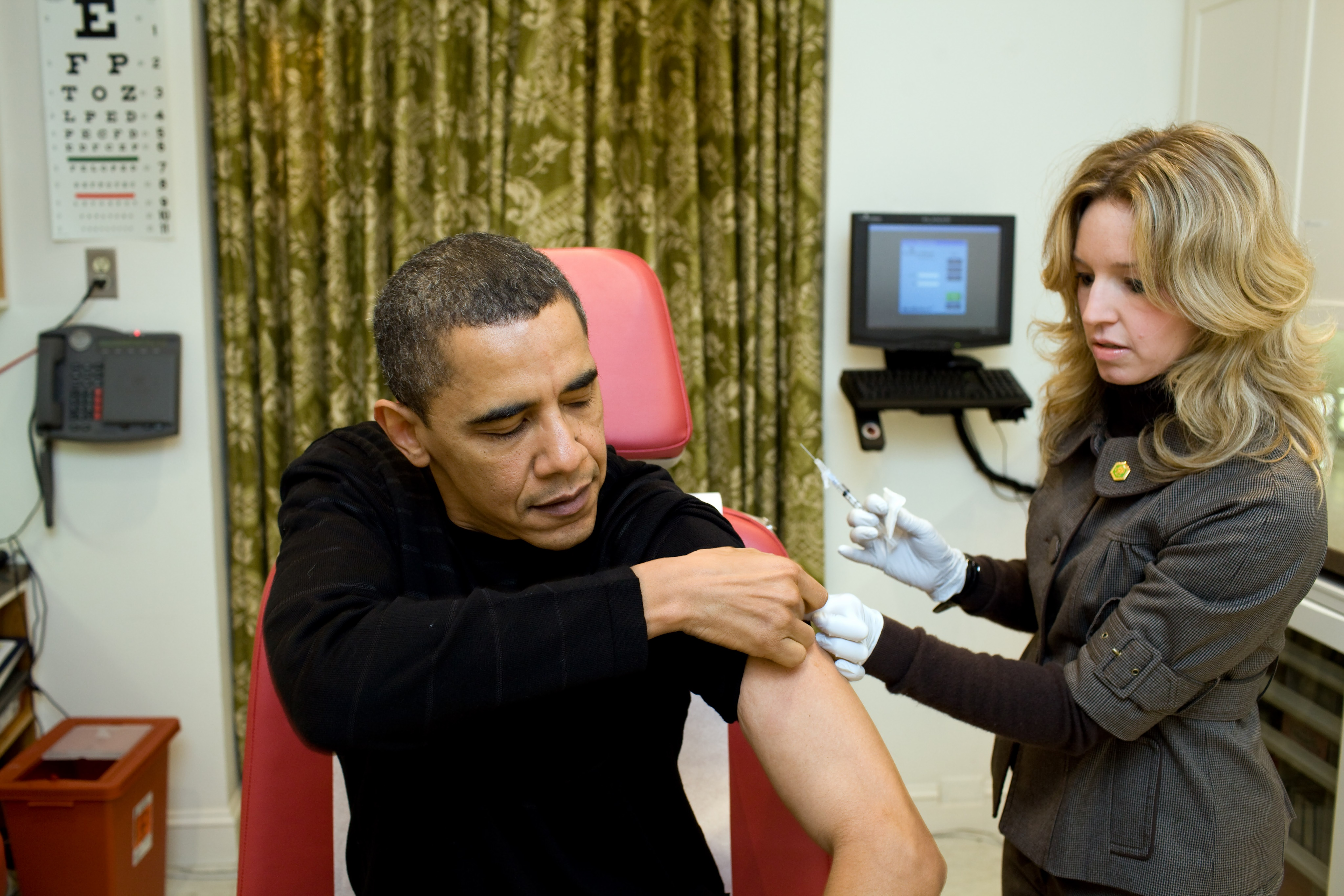
美国总统奥巴马2009年12月20日接种疫苗

截至2009年11月19日，超过16个国家发放疫苗过量。美国国立卫生研究院审查得出2009年甲型H1N1流感疫苗安全性，类似于季节性流感疫苗的结论。
美国流感疫苗有效性网络2011年一项研究，估计甲型H1N1流感疫苗的总体有效性达56%。2013年1月28日CDC的研究显示，H1N1流感疫苗在美国预计大约救助300人，保护约100万人。研究得出疫苗接种计划开始2周前，近60%的个案本来可以避免。该研究基于预防个案、住院治疗和排除估计有效性为43%的65岁以上老人的亚组死亡率。有效性基于欧洲和亚洲研究者和专家意见。接种疫苗的延迟，暴露出全球疫苗生产能力及国际分销问题的缺陷。一些制造商和发达国家必须考虑有关赔偿责任和规章，以及赠给贫穷国家疫苗的物流运输、储存和管理。

### 传染控制

#### 外游警示
世界卫生组织于2009年5月7日表示遏制病毒行不通，各国应着眼于减轻病毒的影响，不建议关闭边境或限制外游。2009年4月26日，中国政府宣布，从疫区回国的有类似流感症状的旅客将被隔离两周。
从2009年6月开始，美国航空公司并未作出任何重大举措，继续依照常规办事，其中包括查找有流感症状、麻疹及其他感染症状的旅客，并依托内置于飞机的空气过滤器，确保空气流通。航空公司并未提供口罩，疾控中心不建议机组人员佩戴。而主要是亚洲的其他航空公司，包括新加坡航空公司、中国东方航空公司、中国南方航空公司、国泰航空公司和墨西哥航空在内，则实施加强机舱清洁、安装先进的空气过滤器、允许空乘人员在飞行过程中佩戴口罩等措施。

#### 口罩

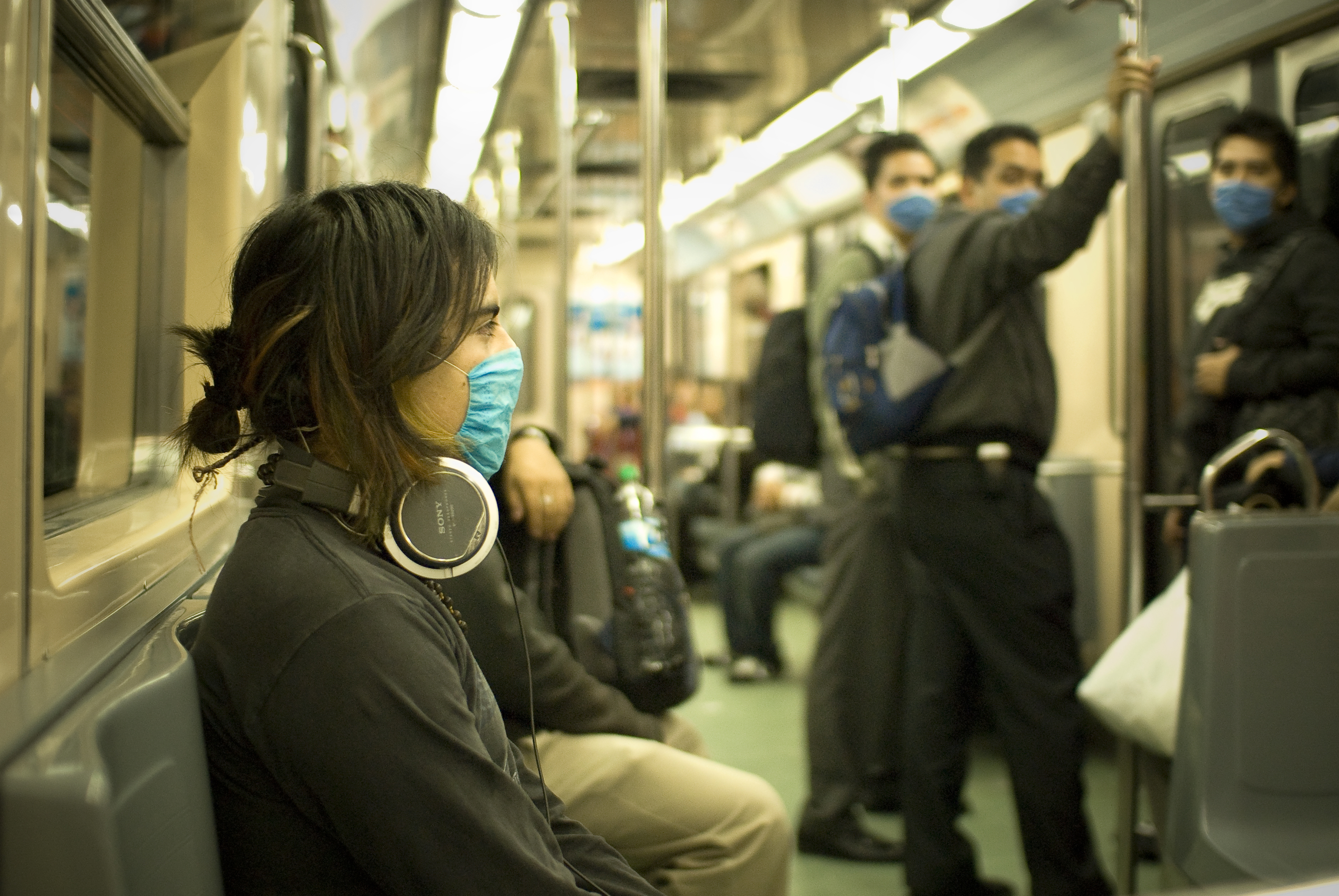
由于猪流感疫潮，乘坐地铁的墨西哥城市民在途径疫区时佩戴口罩。

美国疾病预防控制中心不建议在学校、工作场所和公众场所等非卫生保健机构的场合使用口罩和呼吸面罩，除了跟患病的人待在一起或照顾患病等有患病风险场面之外。人们就关于戴口罩产生分歧，一些专家担心戴口罩会给人虚假的防御感觉，不应忽视其他标准预防手段的价值。口罩可能会对那些需与感染者密切接触的人有用，但并未证明该手段是否能预防流感。名古屋大学医学院病毒学教授幸弘西山表示：“口罩聊胜于无，很难完全隔绝病毒的传播，因为病毒可以轻易从口罩的缝隙中穿过。”口罩制造商3M表示，口罩仅能过滤工业环境中的粒子，未对新型流感等生物制剂设置暴露峰值。尽管缺乏有效证据，戴口罩的人在亚洲还是随处可见，尤其在高度重视清洁卫生的日本，生病的人们外出时还是会自觉戴上口罩以防疾病传播。

#### 隔离
某些国家在流感流行期间，威胁或提请对与外国游客有过密切接触的人群实行隔离。2009年5月，中国政府将21名美国学生和3名教师隔离于他们的酒店房间里，而作为回应，美国国务院就中国的“抗流感措施”发出外游警示，警告患病者不要前往中国。在香港，一间有240名住客的酒店被隔离；由于流感的威胁，澳大利亚令一架载有2000名乘客的游轮停留在海面；前往麦加朝圣的埃及穆斯林回国时被隔离；俄罗斯和台湾政府表示将对有流感症状的游客进行隔离；日本在5月中旬将47名航班乘客安置在一家旅馆进行隔离；印度于6月中旬计划将来自他们所认为的高感染风险国家的游客驱逐出境。

## 名稱
甲型H1N1流感爆發初期，常被称作豬流感（swine flu），另還有猪源流感、人類豬（型）流感
、墨西哥流感、北美流感、新流感、以及2009年H1N1流感等各種不一致的稱呼。2009年4月30日，由于农业界及联合国粮农组织的关切，世界卫生组织為免對因豬流感一詞造成流感能經由進食豬肉製品傳播的誤解，當日开始改用甲型H1N1流感称呼该病毒。美國疾控中心則稱之為新型甲型H1N1流感（novel Influenza A(H1N1)）。

## 外部連結

### 世界衛生組織
- . 世界衛生組織.   [2009-04-30]. （原始内容存档于2020-10-22） （中文（简体））.
- . 世界衛生組織.   [2009-05-01]. （原始内容存档于2010-12-19） （中文（简体））.
- . 世界衛生組織.   [2009-04-28]. （原始内容存档于2014-02-13） （中文（简体））.
- . 世界衛生組織.   [2009-04-28]. （原始内容存档于2014-02-13） （英语）.
- . 世界衛生組織.   [2009-04-28]. （原始内容存档于2005-11-24） （英语）.

### 墨西哥政府
- .   [2009-05-03]. （原始内容存档于2016-10-14） （西班牙语）.

### 美國政府
- . 美國疾控中心.   [2009-04-26]. （原始内容存档于2009-04-30） （英语）.

### 其他
- . 香港政府一站通.   [2009-05-18]. （原始内容存档于2009-05-09） （中文（香港））.
- . 中华民国行政院衛生署疾病管制局.   [2009-04-29]. （原始内容存档于2009-04-30） （中文（臺灣））.
- H1N1.hk —— 一個非牟利，由不同界別的專業人士發起的信息中心，同時亦作為華人社區對抗甲型H1N1的一個社會網絡。（繁體中文）（英文）
- .   [2009-04-28]. （原始内容存档于2020-04-01） （英语）.